# Agujero negro de Calcuta

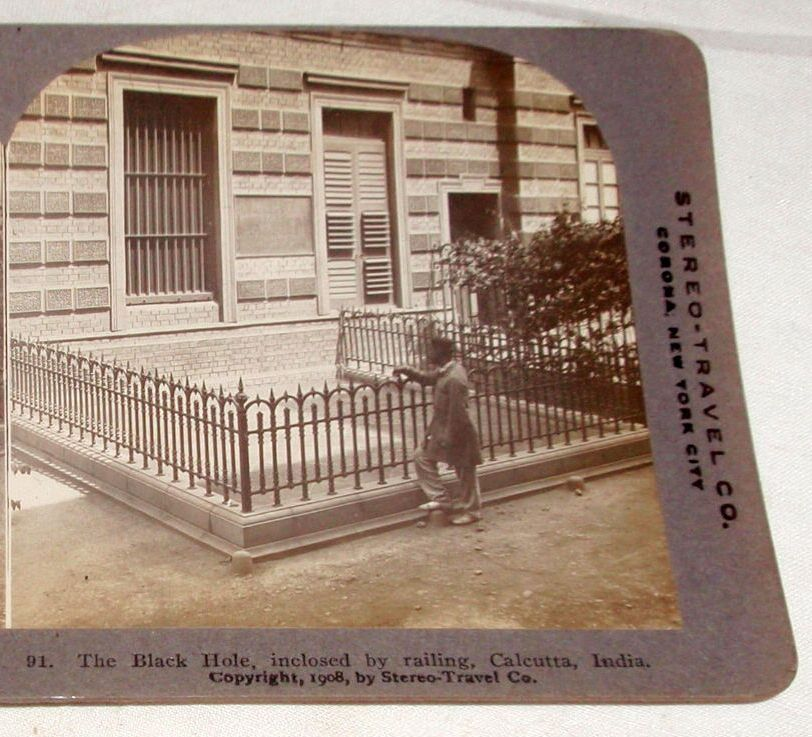
Agujero negro de Calcuta en 1908.

El Agujero Negro de Calcuta fue un calabozo en el antiguo Fuerte Wiliam, en Calcuta, India donde las tropas del Nawab de Bengala, Siraj ud-Dulah, mantuvieron a prisioneros de guerra ingleses luego de la captura del fuerte el 20 de junio de 1756. Este episodio de conquista ha sido una de las justificaciones por los británicos de su posterior política colonial en la zona. 
Fue John Zephaniah Holwell, uno de los sobrevivientes, quien afirmó primero que luego de la toma del fuerte, soldados y civiles británicos fueron retenidos por una noche. Según Holwell, las condiciones de hacinamiento eran tales que muchos murieron de asfixia, calor y aplastamiento. También afirmó que de 146 prisioneros murieron 123. Aún existen dudas sobre la veracidad de estas declaraciones, e incluso algunos historiadores han sugerido que el incidente fue fabricado para desacreditar la imagen de Siraj

## Antecedentes
El Fuerte William fue construido para proteger los intereses comerciales de la Compañía Británica de las Indias Orientales en la ciudad de Calcuta, en la región de Bengala. Debido a las posibilidades de conflicto entre británicos y franceses, los ingleses comenzaron a reforzar las estructuras del fuerte militar. El gobernador, o nawab, de Bengala, Siraj ud Dulah, estaba descontento con la interferencia británica en la política interna de Calcuta, y sentía que afectaba su independencia. Como gobernador ordenó el inmediato cese de dichas fortificaciones, pero la compañía no hizo caso. En consecuencia, Siraj organizó su ejército y sitió el fuerte. El comandante de la guarnición que defendía el fuerte, organizó el escape, y dejó un pequeño destacamento bajo la comandancia de John Zephaniah Holwell, un cirujano militar, quien era uno de los civiles de mayor rango en la Compañía de Indias Orientales. Sin embargo, las deserciones de los aliados (especialmente de los holandeses), hicieron de esta una frágil defensa temporal, y finalmente el fuerte fue tomado.

## El relato de Holwell
Holwell escribió un relato de los acontecimientos en el que afirmaba que de los 143 prisioneros, 123 murieron por asfixia cuando fueron enclaustrados en una pequeña habitación. Su versión de los hechos, la cual no fue desmentida por los otros sobrevivientes, fue ampliamente difundida y aceptada en Gran Bretaña. 
Los soldados hindúes capturaron a los británicos, entre 64 y 69, así como un número desconocido de soldados y civiles anglo-hindúes que estaban refugiándose en el fuerte. Durante este período, algunos prisioneros lograron escapar, y otros fueron atacados por guardias. De acuerdo a Holwell, las tropas, que aparentemente actuaron por cuenta propia, tomaron a los prisioneros y los encerraron y enclaustraron en un cuarto de 4,3 por 5,5 metros durante toda la noche. Los prisioneros, rogaron para ser liberados y comenzaron a delirar por el calor y el cansancio. Mientras el tiempo pasaba, comenzaron a colapsar de golpes de calor y asfixia. Los prisioneros no fueron liberados hasta la mañana siguiente, cuando Siraj ud-Dulah despertó. Para ese momento, según ciertos historiadores modernos, se cree que 43 o más miembros de la guarnición habían muerto o estaban desaparecidos por otras razones. Debido a la cantidad de civiles que estaban presentes en el momento de la caída del fuerte, el número exacto de muertos no puede ser determinado.
Los cuerpos fueron tirados en un canal. Sin embargo, Holwell y otros tres fueron enviados como prisioneros a Murshidabad; el resto de los sobrevivientes obtuvieron su libertad, luego de la victoria de la expedición de rescate bajo el mando del barón Robert Clive. Luego, el agujero negro fue utilizado como depósito y se construyó un obelisco de 15 metros de alto en memoria de los muertos. 
La siguiente descripción, presente en la undécima edición de la Enciclopedia Británica, representa el punto de vista de Holwell: 
El calabozo estaba fuertemente enrejado, y no estaba previsto que en él durmieran más de dos o tres personas al mismo tiempo. Solo había dos ventanas, que daban a una galería, con gruesas barras de acero, que impedían la ventilación, mientras que el fuego en distintas partes del fuerte daban la impresión de una atmósfera aún más opresiva. Los prisioneros fueron puestos allí de manera tan compacta que la puerta casi no se podía cerrar.
A uno de los soldados estacionados en la galería se le ofrecieron 1000 rupias para que los movieran a una habitación más grande. El guardia se fue pero regresó diciendo que era imposible. Se le ofrecieron entonces 2000 rupias, haciendo el guardia un segundo intento, pero el resultado fue el mismo: el nawab estaba dormido, y nadie se atrevía a despertarlo.
Para las nueve, varios habían muerto, y muchos otros estaban delirando. Un grito desesperado por agua era ahora general y uno de los guardias, más comprensivo que sus compañeros, trajo un poco . Mir Holwel, y dos o tres otros, la recibieron en sus sombreros y la pasaron hacia los demás. En su impaciencia casi toda fue derramada, y lo poco que lograron tomar tuvo como único resultado pareció ser el aumento de su sed. El autocontrol se perdió al poco tiempo, aquellos más lejos de las ventanas luchaban por un poco de aire, el miedo se apoderó de todos y los más débiles fueron aplastados a muerte. Gritaron, pelearon, rezaron y blasfemaron, y muchos cayeron exhaustos al suelo, donde el sofoco puso fin a sus tormentos.
Alrededor de las once de la noche, los prisioneros comenzaron a caer cada vez más rápidamente. A las seis de la mañana, Siraj-ud.Dowla despertó, y ordenó que la puerta se abriera. De los 146 solo 23 sobrevivieron, incluyendo el Sr. Holwell ( de cuyo relato, publicado en le Registro Anual de 1758 esta texto está derivado), y todos estaban o estupefactos o furiosos. El aire fresco finalmente los revivió, y el comandante fue llevado frente al nawab, quien no expresó arrepentimiento por lo que había sucedido, y no mostró otro signo de simpatía más que traerle a Holwell una silla y ofrecerle un vaso de agua. No obstante esta indiferencia, Holwell y algunos otros le restan culpa en esta catástrofe, y apuntan toda la culpa a la malicia de ciertos oficiales de rango inferior, sin embargo muchos creen que esta opinión es infundada.

### Víctimas
El relato de Holwell incluía una lista sumaria de las víctimas
Lista de los asfixiados en la prisión del Agujero Negro, sin incluir a 69, consistentes en soldados, cabos, milicia, topacios ingleses y holandeses, empleados para vencer a los nativos Portugueses cuyos nombres conozco, resultando 123 personas: 
- Del consejo: E. Eyre, William Baille, Reverendo Jervas Bellamy
- Caballeros en servicios: Jenks, Revely, Law, Coales, Valicourt, Jeb, Torriano, E. Page, S. Page, Grub, Street, Harod, P. Johnstone, Ballard, N. Drake, Carse, Knapton, Gosling, Bing, Dod y Dalrymple.
- Capitanes militares: Clayton, Buchanan y Witherington.
- Lugartenientes: Paccard, Scot, Hastings, C. Wedderburn y Dumbleton.
- Sargentos: Sargento-Mayor Abraham, Intendente Cartwright y Sargento Bleau (estos eran sargentos de milicia)
- Capitanes en la marina: Hunt, Osburne, Purnell (sobrevivió esa noche pero murió al día siguiente), Messrs. Carey, Stephenson, Guy, Porter, W. Parker, Caulker, Bendall, Atkinson, Leech.

## Controversia
Holwell afirma que 123 murieron de 146 capturados, en su época el relato no fue cuestionado, sin embargo otras narraciones contemporáneas alegaron que un fue un número más grande y diferencias en algunos detalles tales como el tamaño del cuarto y sobre la existencia o no de una ventana. En 1915, el académico británico J.H. Little desafió los alegatos de Holwell en su artículo "El Agujero Negro: La cuestión de la veracidad de Holwell", argumentando que Holwell era un testigo poco confiable y que su veracidad era cuestionable. Little se atrevió incluso a etiquetar la versión de Holwell como "un gigantesco engaño". Otros historiadores, incluyendo al hindú Brijen Gupta, están en desacuerdo con la versión de Little, pero igualmente matizan la versión dada por Holwell. 
Los siguientes son los argumentos en contra de la versión de Holwell:
- Ausencia de confirmaciones independientes: Aparte de la descripción de Holwell, no existe ninguna otra fuente menciona tal incidente. Dada su naturaleza, parece muy poco probable que todos los rastros de tal hecho hayan desaparecido. Se debe recordar que el sultanato de Bengal era bastante burocrático, y por lo tanto no muy adecuado para una supresión sistemática de la información. El historiador R.C. Majumdar, en su 'Historia de la India', dice que la historia de Holwell no tiene ninguna base, y que no puede ser considerada como una fuente verificable de información. Sin embargo, el secretario Cooke, otro supuesto sobreviviente, dio evidencia frente al comité del parlamento en 1772.[5]

- Luego de las muertes en la ocupación de Calcuta, y la posterior evacuación y deserción, 146 prisioneros británicos no pudieron haber sido dejados en manos de Siraj. Sin embargo, la lista de víctimas de Holwell sí incluye a anglo-hindúes, así como a empleados de la Compañía de Indias Orientales. Aparte de la mencionada lista, en su narración escribe que estuvo destrozado por la muerte de uno de sus compañeros que era "topazo"; más aún, la única sobreviviente mujer, Sra. Carey, fue descrita como una "sangre del campo", que en el lenguaje de la época quería decir de sangre mezclada.

- Solo 43 de la guarnición fueron reportados como desaparecidos del fuerte William, luego del incidente, y por lo tanto el número máximo de muertes pudo haber sido 43. Sin embargo esto también está cuestionado, pues, según Holwell, no todos los prisioneros eran miembros de la guarnición.

- Bholanath Chunder, un terrateniente bengalí, opinó que los 25m² no pudieron haber contenido a 146 europeos adultos. Para probar esto, Bholantath enrejó un área de 4,6 por 5.5 m con palos de bambú y contó el número de sus trabajadores bengalíes que podían ser atiborrados en ella. El número encontrado fue mucho menor a 146, y el cuerpo de un campesino bengalí ocupa mucho menos espacio que un soldado británico. Por comparación, los trenes subterráneos actuales especifican que para una persona parada se necesitan 0,28 m². Si se hubieran logrado meter 146 personas en el agujero negro, esto supondría 0,172 m² por persona. Sin embargo, hay que recordar que los prisioneros en el agujero negro murieron de aplastamiento o asfixiados, y los estándares de los trenes actuales están precisamente diseñados para evitar dicha situación.

Probablemente, el número real de víctimas jamás será establecido definitivamente. No se hizo ninguna lista de los soldados rendidos en el fuerte, ni siquiera contando cabezas. Muchos escaparon entre el momento en que se rindieron y el supuesto confinamiento en el agujero negro. Incluso a Holwell un amigo le ofreció la oportunidad de escapar. Es por ello que el número de muertes en el agujero negro pudo haber sido mucho menor. 
El historiador Simon Shcama sugirió en su "Historia de Gran Bretaña", un programa que salió al aire en septiembre del 2000, que Holwell exageró en tres veces el número exacto de personas recluidas.

## El monumento

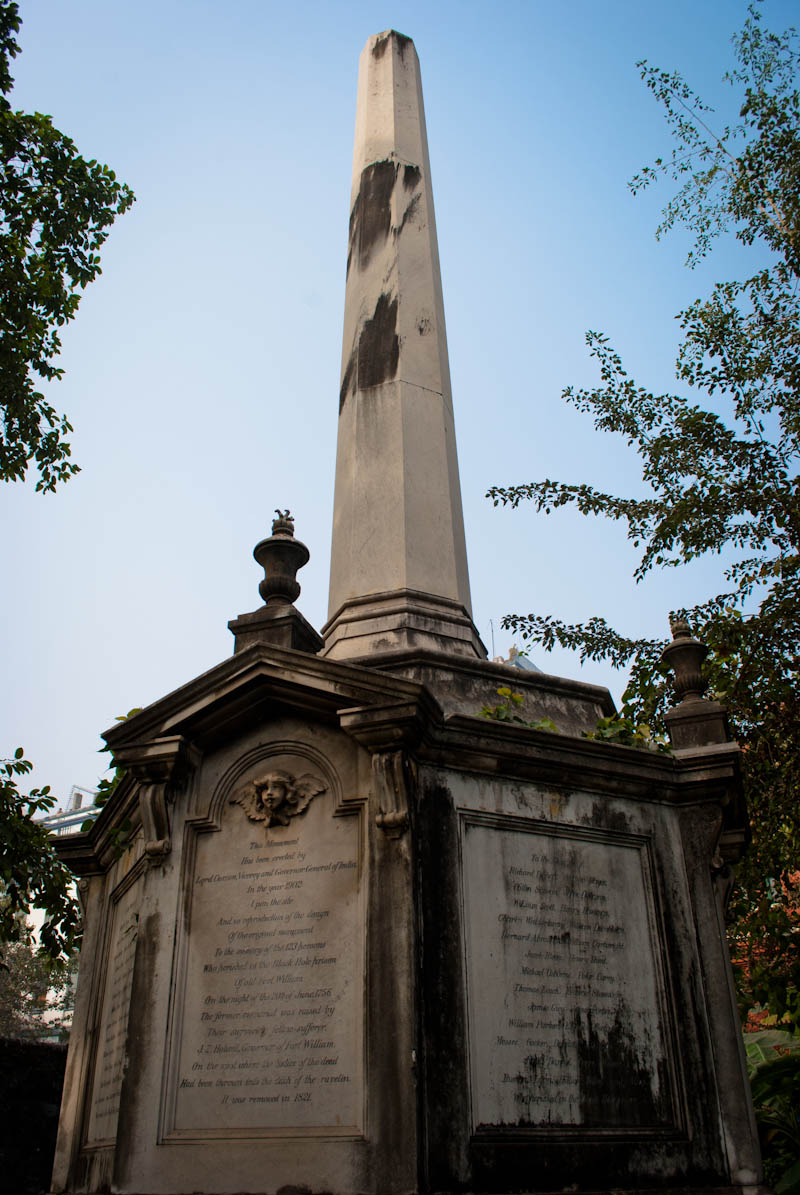
Monumento al Agujero negro en Calculta, India.

Holwell mandó construir una lápida en el sitio del "agujero negro" para conmemorar a las víctimas pero, en algún punto de 1822, desapareció. Cuando Lord Curzon fue nombrado virrey en 1899, notó que no había nada para marcar el espacio y comisionó la construcción de un nuevo monumento, mencionando la existencia de la lápida de Holwell. El monumento fue construido en 1901 en la plaza Dalhousie, el supuesto sitio del "agujero negro".
En la cumbre del movimiento de independencia indio, la presencia de este monumento en Calcuta se tornó en una causa importante del movimiento. Los líderes nacionalistas como Subhash Chandra Bose hicieron una enérgica campaña para que se eliminara. El Congreso y la liga musulmana unieron fuerzas en el movimiento anti-monumento. Como resultado, el obelisco fue retirado de la plaza en julio de 1940, y fue reeregido en el cementerio de la iglesia de St. Johns, donde permanece hasta el día de hoy. 
El "agujero negro" en sí, siendo solo un cuarto en el Fuerte William, desapareció poco después del incidente, y el fuerte fue destruido y reemplazado por el nuevo Fuerte William, que sigue en pie hasta el día de hoy en la plaza al sur de BBD Bagh (antes conocida como la plaza Dalhousie). La localización precisa del cuarto de guardias está en un pasadizo entre la oficina postal y el edificio adyacente al norte. La lápida memorial puede ser vista en el Museo Postal.